# Happy Feet 2
Happy Feet 2 je australský animovaný film z roku 2011. Navazuje na film Happy Feet.

## Děj
Mistr stepu tučňák Mambo a královna zpěvu Glorie se vzali měli spolu syna tučňáčka Erika. Bohužel má malý Erik drobný problém a to je ten že je choreofobní. Tančit ho nebaví, proto uteče pryč a potká tučňáka Svena/Mighty Sven, který umí létat. Erikův otec Mambo je ze všech věcí zmatený, a hlavně z toho, že je svět otřesený mocnými silami. Proto se bude snažit dát dohromady národ tučňáků a jeho malý syn Erik začne být odvážný jako jeho otec a oba dají všechno do pořádku.

## Obsazení
- Elijah Wood jako Mambo
- P!nk jako Gloria
- Hank Azaria jako Sven
- Robin Williams jako Ramone a Lovelace
- Ava Acres jako Erik
- Meibh Campbell a Elizabeth Daily jako Bo
- Lil P-Nut jako Atticus
- Richard Carter jako Brian
- Lonnie Rashid Lynn mladší jako Seymour
- Magda Szubanski jako Viola
- Brad Pitt jako Will Krill
- Matt Damon jako Bill Krill
- Hugo Weaving jako Noe
- Sofía Vergara jako Carmen